# 第14回国会
第14回国会（だい14かいこっかい）は、1952年（昭和27年）の8月26日から8月28日まで開かれた国会である。昭和28年度予算の審議をするために召集された通常国会である。8月から通常国会が開かれたのは、この第14回国会が唯一の例である。

## 解説
1952年当時の国会法2条では、通常国会は毎年12月上旬に召集することを原則とし、150日間の会期中に議員の任期が満了する場合、それを避けるために召集日を12月上旬よりも早い時期に前倒しさせることができるとしていた。前回の第24回総選挙で当選した衆議院議員の任期が1953年（昭和28年）1月22日に満了となり、例年通りの会期設定では選挙日程に重なることが不可避だったことから、この任期満了日と同日を会期終了日として前倒し規定を適用し、150日さかのぼった1952年8月26日を召集日とした。
ところが開会日から2日後の8月28日に内閣総理大臣・吉田茂が突如衆議院を解散した（抜き打ち解散）。そのためこの通常国会の会期日数は3日間となった。
のち、1955年の国会法改正で任期満了にかかる召集日前倒し規定は削除され、会期中に議員の任期が満了する場合には、その満了日をもって会期は終了するものと改められた。1991年の改定で、通常国会の召集時期は原則毎年1月中と改められた。